# Paraskewi-Kirche (Almaty)
Die Paraskewi-Kirche (russisch Параскевинский храм) ist eine russisch-orthodoxe Kirche in der Stadt Almaty in Kasachstan. Sie befindet sich im Norden der Stadt und wurde 1998 vom Erzbischof von Astana und Almaty eingeweiht. Benannt ist die Kirche nach der Märtyrerin Paraskewi von Iconium.

## Geschichte
Mit dem Bau der Paraskewi-Kirche wurde 1995 begonnen. Eingeweiht wurde das Kirchengebäude 1998 durch den Erzbischof von Astana und Almaty. Gleichzeitig wurde mit dem Bau des kleinen Glockenturms begonnen.
Im Jahr 1997 wurde in der Kirche eine Sonntagsschule eingerichtet, in der die Grundlagen der Zeichnung, der Musik und der Modellierung unterrichtet werden. Im selben Jahr wurde außerdem eine gemeinnützige Armenküche eröffnet.
Im Jahr 2004 wurde damit begonnen, die Ikone der Gottesmutter von Kasan zu erneuern.